# 網野神社
網野神社（あみのじんじゃ）は、京都府京丹後市網野町網野にある神社。式内社であり、府社であった。本殿ほか8棟の建造物が国の登録有形文化財に登録されている。また、かつての本殿であった境内社の蠶織神社（こおりじんじゃ）は、日本遺産「300年を紡ぐ絹が織り成す丹後ちりめん回廊」の構成文化財となっている。

## 社名
社名は、地名の「網野」に由来する。網野は、752年（天平4年）の正倉院文書に「竹野郡網野郷」と記されるのが文献で確認できる最古と思われ、938年（承平8年）の「和名抄」にも記載がみえる。伝承によれば、垂仁天皇の時代、天湯川桁命（あめのゆかわたなのみこと/天湯川挙命とも表記）が水江（みずのえ/日本海の入り江）に浮かぶ白鳥を捕らえて鎮守にすることを計り、松原村の遠津神に祈願して水江に「網を張った」ところから「網野」というようになった。
『日本書紀』によれば、垂仁天皇の子息である誉津別王は言葉を発することができない御子であったが、大空を飛ぶ白鳥を見たある時「あれは何か」と口を動かした。垂仁天皇は鳥取造（ととりのみやつこ）の先祖である天湯川桁命に白鳥を捕らえてくるよう命じ、天湯川桁命は但馬あるいは出雲まで白鳥を追ったとされる。但馬や、のちの丹後国である丹波の伝承によれば、天湯川桁命は白鳥を追って但馬の八鹿町に網場（なんば）から豊岡市森尾、下宮を経て網野の松原村に到り、弥栄町鳥取で捕獲に成功したという。なお、民俗学では白鳥伝承は鍛冶伝承に通じ、弥栄町鳥取付近では広大な規模をもつ遠處遺跡製鉄工房跡（府指定文化財）が見つかっている。
天湯川桁命が祈願したと伝わる網野の松原村は「松葉良村」とも表記される。網野銚子山古墳の丘陵には「松葉」「岡の松葉」の地名が残り、ここから現在の網野神社の参道へと続く道を「松原通り」と呼ぶことから、白鳥伝説に語られるこの松原村は、網野銚子山古墳の丘陵地にあったとみられる。一帯は網野集落の発祥地であったことが考古学的にほぼ実証されており、その場所は当時は海水が湾入して大きな入り江（水江/澄ノ江）を形成している畔にあった。

## 祭神
21世紀現在、社が伝える祭神は以下の3柱であるが、諸説ある。
- 水江日子坐王（みずのえひこいますのみこ）- 開化天皇の皇子とされている。
- 住吉大神 – 伊耶那岐神の禊の時に成った上筒男命、中筒男命、底筒男命の三神が住吉大神であるとする。「住吉」は「スミノエ」とも読めることから、「墨ノ江」「澄ノ江」等表記された地名と一致する[3]。
- 水江浦嶋子神 – 別称を「浦嶋子」といい、説話で有名な浦島太郎のモデルと言われている。

『丹後旧事記』、『丹後一覧集』、『神社明細帳』等には住吉大神と水江浦嶋子神の2柱のみが記録される。一方、『丹後国式内神社考案記』では日子坐王、住吉三神、水江浦嶋子神に加えて相殿天湯川桁命の4柱とする。

## 歴史
| 網野町鳥観図（1967年） |  | 網野神社と関連地 |
| 網野町鳥観図（1967年） |  | 網野神社と関連地 |

### 近世以前
創建時期は定かではないが、927年（延長5年）の延喜式神名帳に記録される式内社であることから、10世紀以前の建立であることは確実とみられる。『丹後国式内社考案記』によれば、初代の網野神社・元宮は古墳上に位置し、垂仁天皇の時代に「其の奥に移した」と記録されることから、網野神社の創建は古墳時代前期をくだらないものとも考察されている。この時に遷座された先は溝奥と呼ばれる地（2021年現在の網野町桃山地区）で、この二代目の網野神社を代々の宮司を務めた森氏の『日下部系森氏系図』では「松原遠津神社」と表記する。社名節で触れた鳥取事件により来訪した神を祀ったと『竹野郡誌』には記録されるが、この神こと天湯川桁命は21世紀現在の祭神3柱には含まれない。いつの頃からか水江日子坐王が根元宮山の「園（その）」とよばれる地に祀られ、これが網野神社の祖となったとみる説もある。いずれの説でも網野神社はかつて網野銚子山古墳の東南に位置したが、海岸砂丘の発達により飛砂に埋もれそうになったため、1452年（享徳元年）9月に現在の社地、墨江浦浜とよばれた小字大口付近に遷座したと伝える。この際、宮ノ奥に鎮座していた住吉大神、浦島新宮山にあって「熊野神社」（あるいは「吉野神社」）と呼ばれていた水江浦嶋子神を合わせて遷座し、3柱としたものと社記に記録される。
網野神社の元宮は、移転後もそのままの場所に残され、21世紀現在も小さな社が祀られている。

### 近世・近代
網野神社には合祀した境内社の分も含めて23枚の棟札が残されているが、古いもので1677年（延宝5年）および1691年（元禄4年）に本殿を改修したと思しき棟札が残る。また、1782年（天明2年）に本殿を再建した際の棟札と、1691年（元禄4年）及び1782年（天明2年）の棟札には「住吉大明神」と記載されている。本殿はその後、1849年（嘉永2年）に屋根の修復工事が行われた。
1904年（明治37年）、坪内逍遥が舞踊曲『新曲浦島』を発表した。劇中に「網野神社境内の場」があり、1906年（明治39年）に芝の紅葉館で初演された。

#### 境内拡張と府社昇格

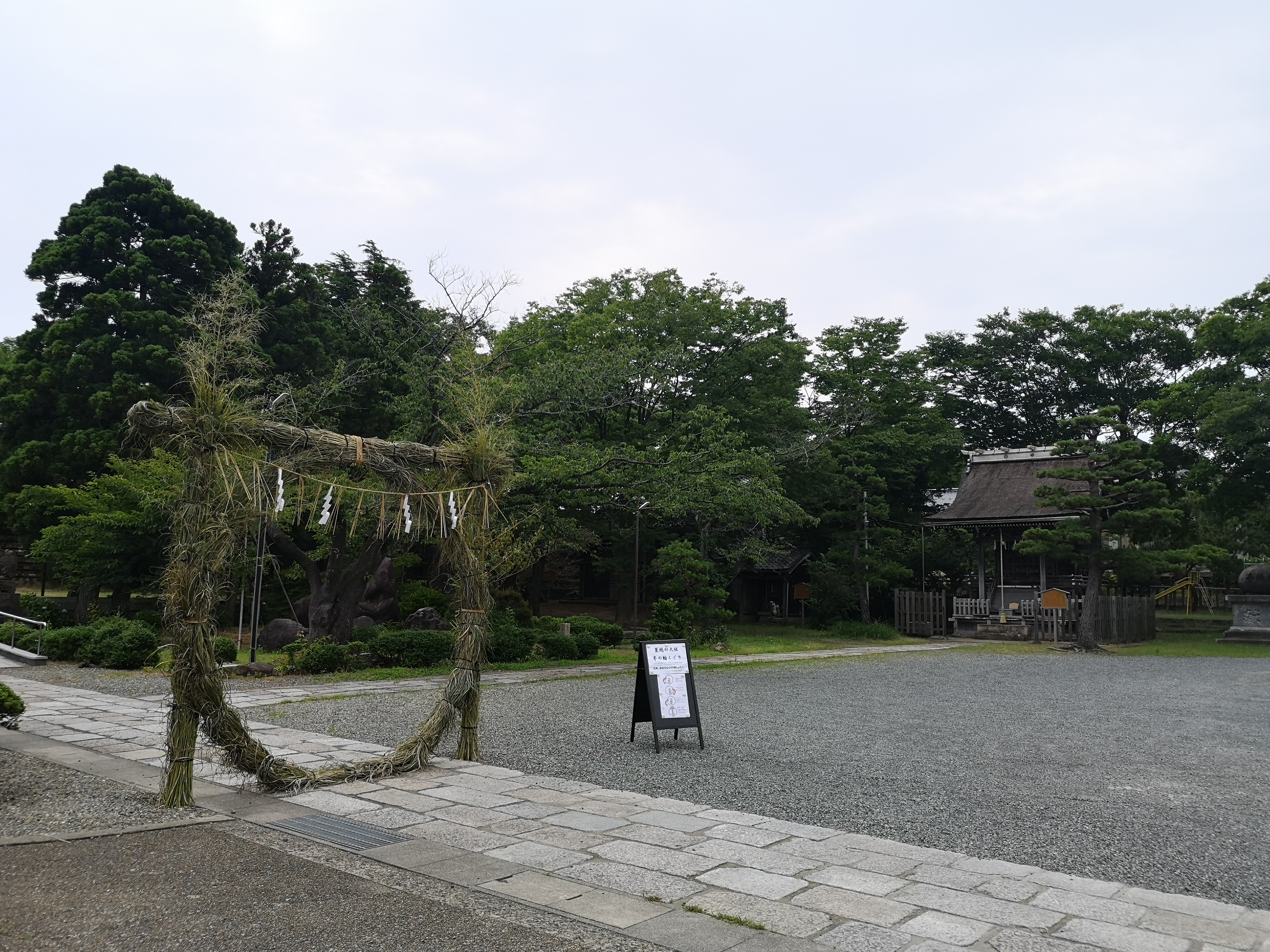
旧本殿の蠶織神社（右奥）の参道と直角に交差する新しい参道（手前）境内

1921年（大正10年）、建築から百数十年が経過した本殿の改築の必要性と、現在地が人家に近く類焼の危険があることを理由として京都府に「神社移転改築願」を提出した。実際には集落に隣接するとはいえ中心地ではないため類焼の危険が極めて大きいとも思われず、当時の本殿建物は上屋に覆われていたことから、老朽化が著しいために改築を要するとまでは必ずしも言えない状態であった。実際に、新たな本殿を新築した後も旧本殿は上屋を撤去したのみでそのまま残り、1924年（大正13年）に柿葺きの屋根に葺き替え、翌1925年（大正14年）に境内社「蠶織（こおり）神社」として祭祀を行っている。蠶織神社は丹後ちりめん産業の発展を願って織物信仰の神と位置付けられ、1951年（昭和26年）に発足する「ちりめん祭」のシンボルとなった。その社殿は、21世紀現在まで活用されていることから、あらかじめこうした運用をねらっての移転であった可能性が指摘されている。
1904年（明治37年）、網野町が隣接する浅茂川村と合併して町村の境界が変更されたことにより、かつて網野町集落の西端にあった網野神社は、地理的に網野町の中心地に鎮座することとなった。合併当初は、網野集落と浅茂川集落とは距離を保っていたが、1915年（大正4年）の京都府竹野郡全図（『丹後国竹野郡誌』所載）によれば間に人家が立ち並んで集落は一体化し、1921年（大正）には郡役所が網野神社の近隣、南方に移転された。網野神社の新たな本殿の建設と参道の向きの変更は、こうした周辺環境の変化に適応してのものであったと思われ、新たな本殿は郡役所のある南を向いて建てられ、新たな参道から道なりに約100メートルの場所に郡役所があった。
その後、1926年（大正15年）、府社への昇格申請を行う。
当時の網野神社は竹野郡に74あった村社の1つにすぎず、より上の社格である郷社は竹野村（丹後町）の竹野神社であったが、1925年（大正14年）時点で竹野村の人口は1,309人であったのに対し、網野町の人口は5,836人とはるかに多く、官公庁の整備に伴い、竹野郡の中心地として確固たる地位を築いていた。網野神社の府社昇格申請は、こうした網野町の発展に伴い、郡内最高の社格を持つ神社を我らがもとにという町民らの期待があったとみられる。

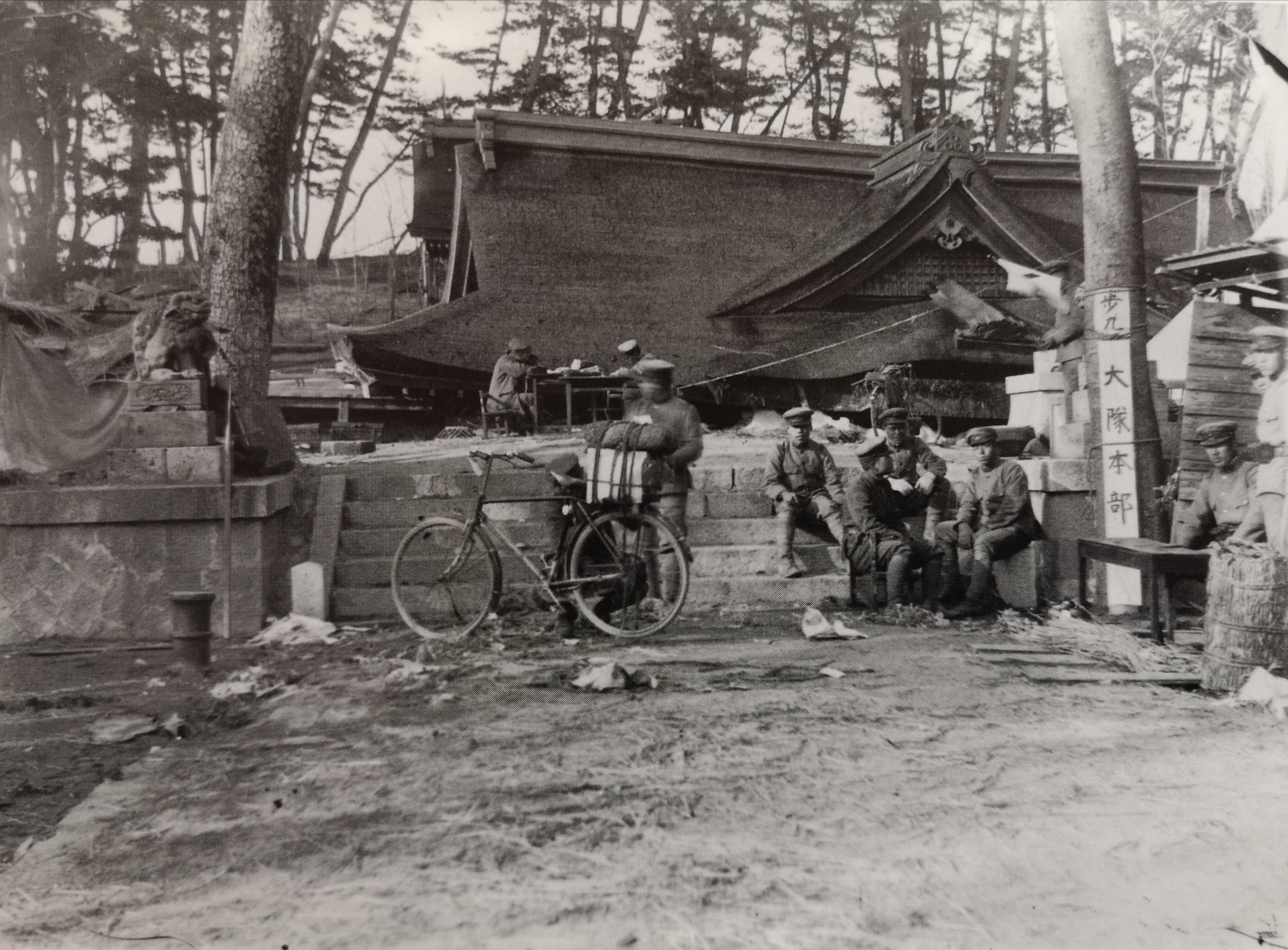
北丹後地震の際に、網野神社境内に設営された歩兵第9連隊の本部

1927年（昭和2年）の北丹後地震では、大正期に建立したばかりの拝殿や渡殿が倒壊するなど大きな被害を受けたが、1929年（昭和4年）に改めてこれら被害を受けた建物を再建、修復を行い、さらに透塀、神饌所、玉垣、手水舎の建立を重ねて境内を整備し、1943年（昭和18年）府社に昇格した。

### 現代
昭和30年代後半、『Dの複合』執筆のために網野町に滞在していた作家の松本清張が、網野神社を参詣した。
1963年（昭和38年）1月の三八豪雪でも社殿に被害があり、同年のうちに蠶織神社は屋根の修復工事を行い、檜皮葺となる。翌1964年（昭和39年）には本殿及び拝殿の屋根も葺き替えられ、破損箇所の修復も行われた。網野神社はその後も老朽化等により傷みがすすみ、本殿屋根は1997年（平成9年）に応急的な処置を行っていたが、2004年（平成16年）10月下旬の台風23号による風水害では一時期は神事の催行も困難な事態に陥った。そのため、2007年（平成19年）12月から約1年をかけて大改修工事を行い、屋根は錆びにくいチタン製となった。
平成の大改修工事では、本殿のほか、蠶織神社、儀式殿、拝殿の蔀戸や参道も改修され、参道にはそれまでなかった排水設備が備えられた。2009年（平成21年）3月29日に網野神社本殿で催された竣工奉告祭では、巫女による「浦安の舞」や、網野神楽保存会による神楽舞が奉納された。
氏子数は1934年（昭和9年）時点で約700戸、昭和50年代には1,400戸以上となった。2017年（平成29年）時点での氏子数は1,600戸だが、高齢化が課題となっている。

## 境内
1857年（安西4年）の「福田川河口新田開発絵図」で網野村の西端に描かれた網野神社の当時の境内図や、1898年（明治31年）の『旧網野役場文書』に掲載された古社取調書付図では、当時の本殿であった蠶織神社の社殿のまえに割拝殿風の建物が続き、そこからまっすぐにのびた参道の先に赤く着色された鳥居がある。この境内構成は京丹後市内の神社では他例多く、網野町小浜の八幡神社などは21世紀現在も同じ境内構成を残している。
1922年（大正11年）に境内を拡張し、場所を移転して新たに本殿、渡廊、拝殿が新築されたのが、現代に伝えられる。新たな本殿は、旧本殿（蠶織神社）の北西約50メートルの位置に新築され、この際に表参道と鳥居は90度向きを変えた形となり、蠶織神社社殿の前にあった建物群もすべてなくなった。2021年現在変わらぬ場所にあるのは、末社となった旧本殿の蠶織神社と、愛宕神社、早尾神社の社殿及び裏参道のみである。現存する最古の燈籠は1791年（寛政3年）寄進、次いで1864年（元治元年）寄進のものがあるが、古絵図に描かれた灯籠と同一であるかどうかは不明である。
歴史節で述べたように1921年（大正11年）から1943年（昭和18年）にかけて、社格の制度に応じた整備が行われたが、第二次世界大戦以後も結婚式場の建設や公園設置、石庭や馬像の寄進、文化財解説版の設置などがすすめられた。

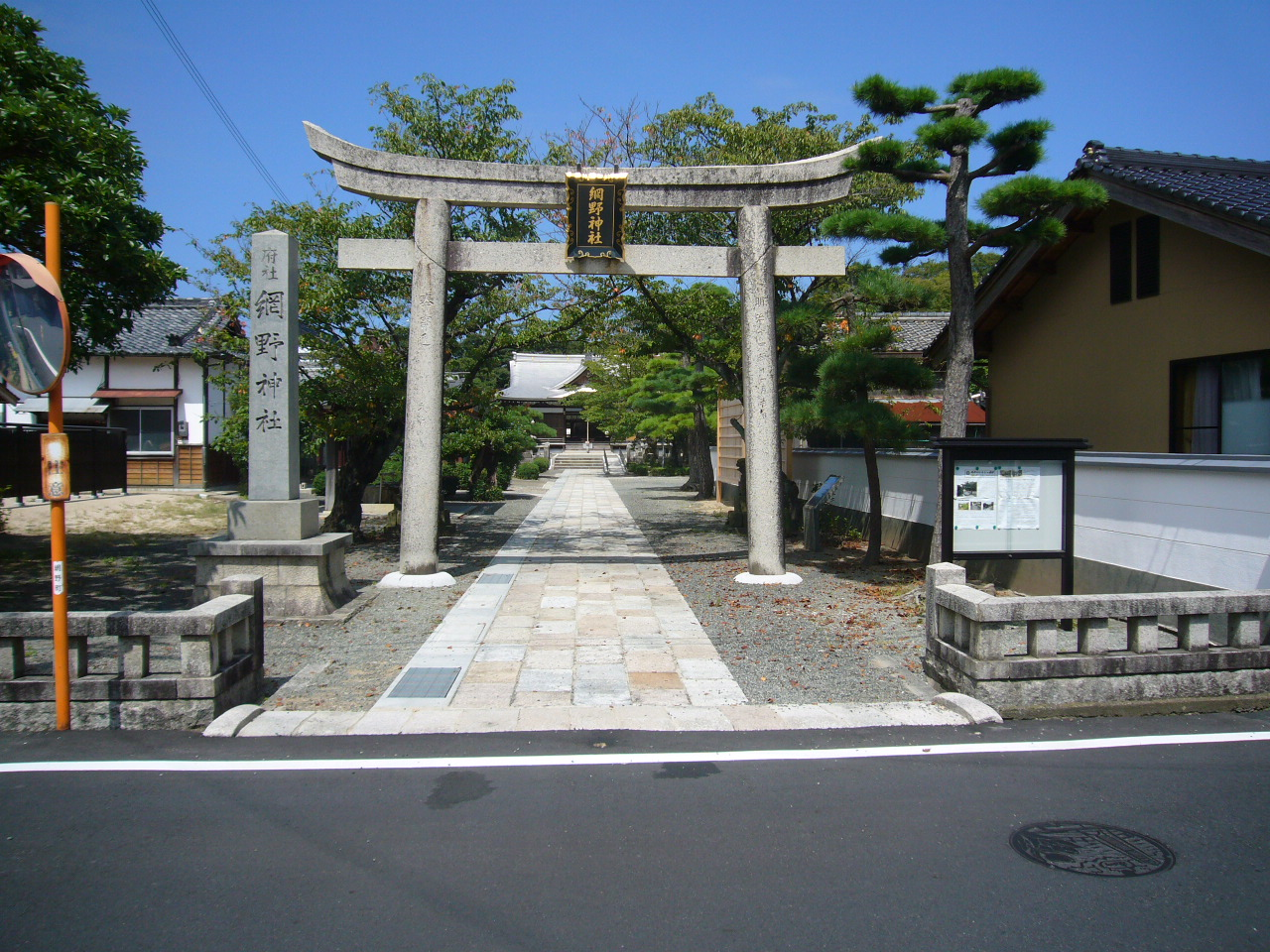
鳥居
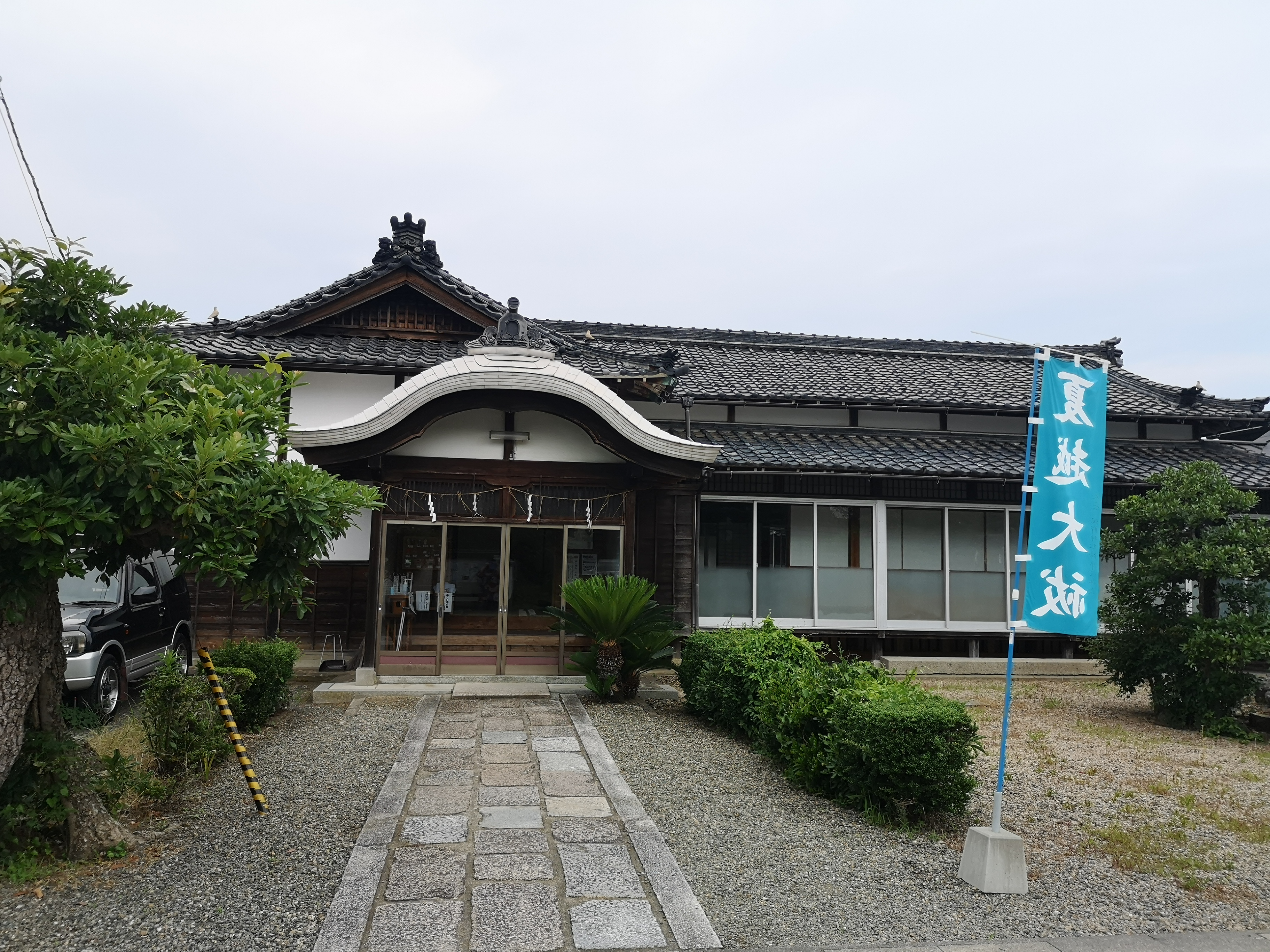
社務所
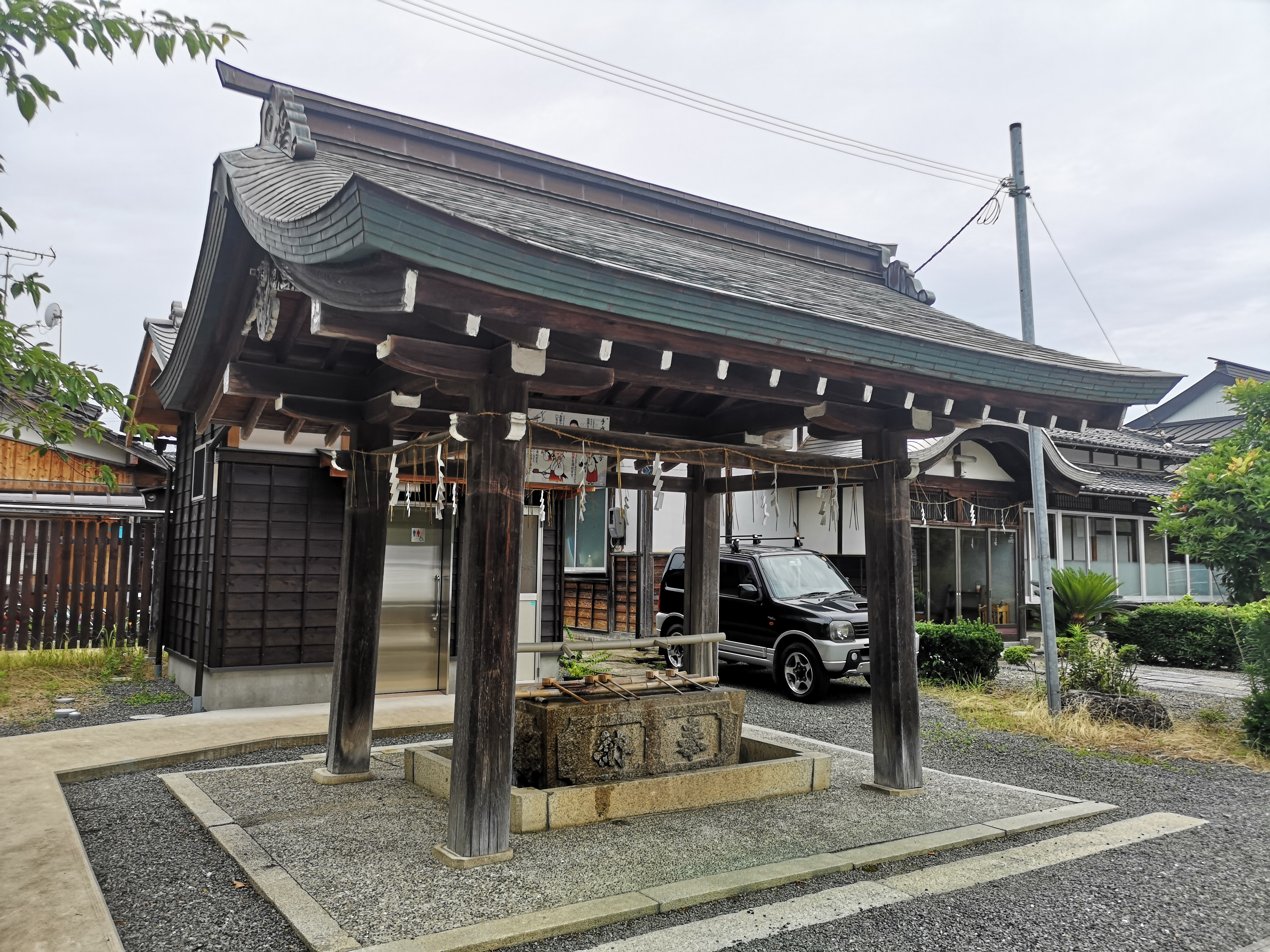
手水舎
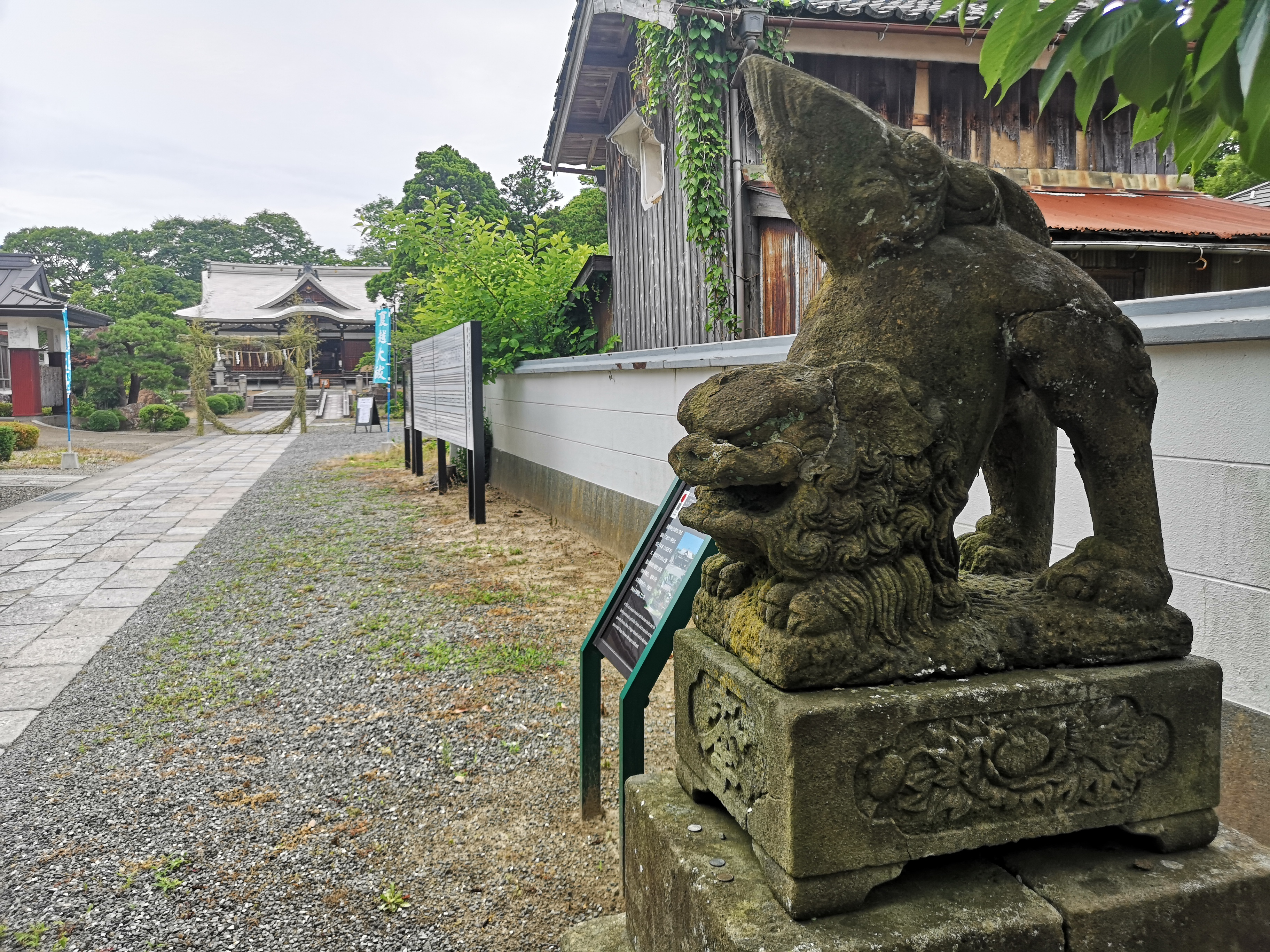
狛犬
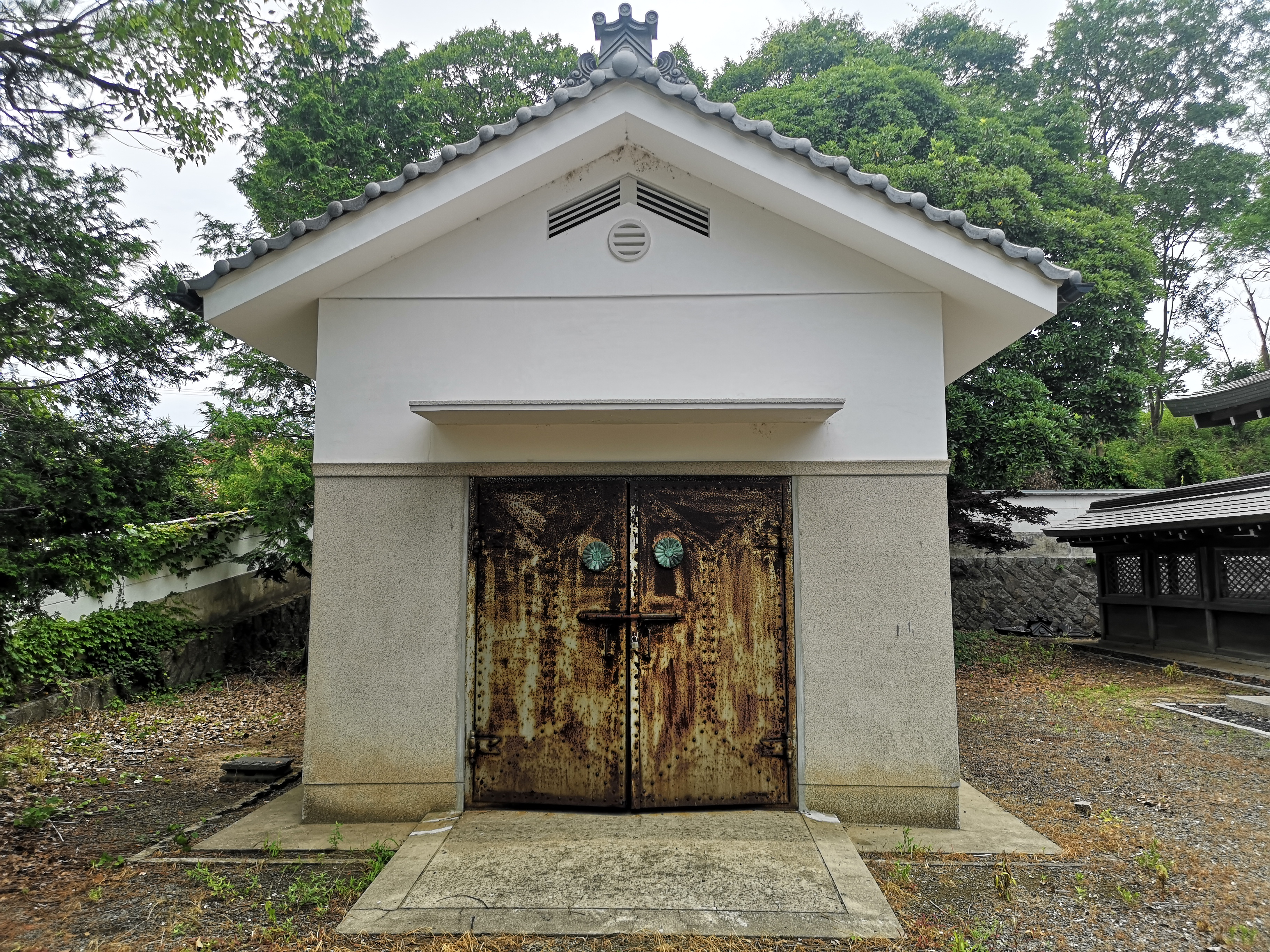
境内の蔵
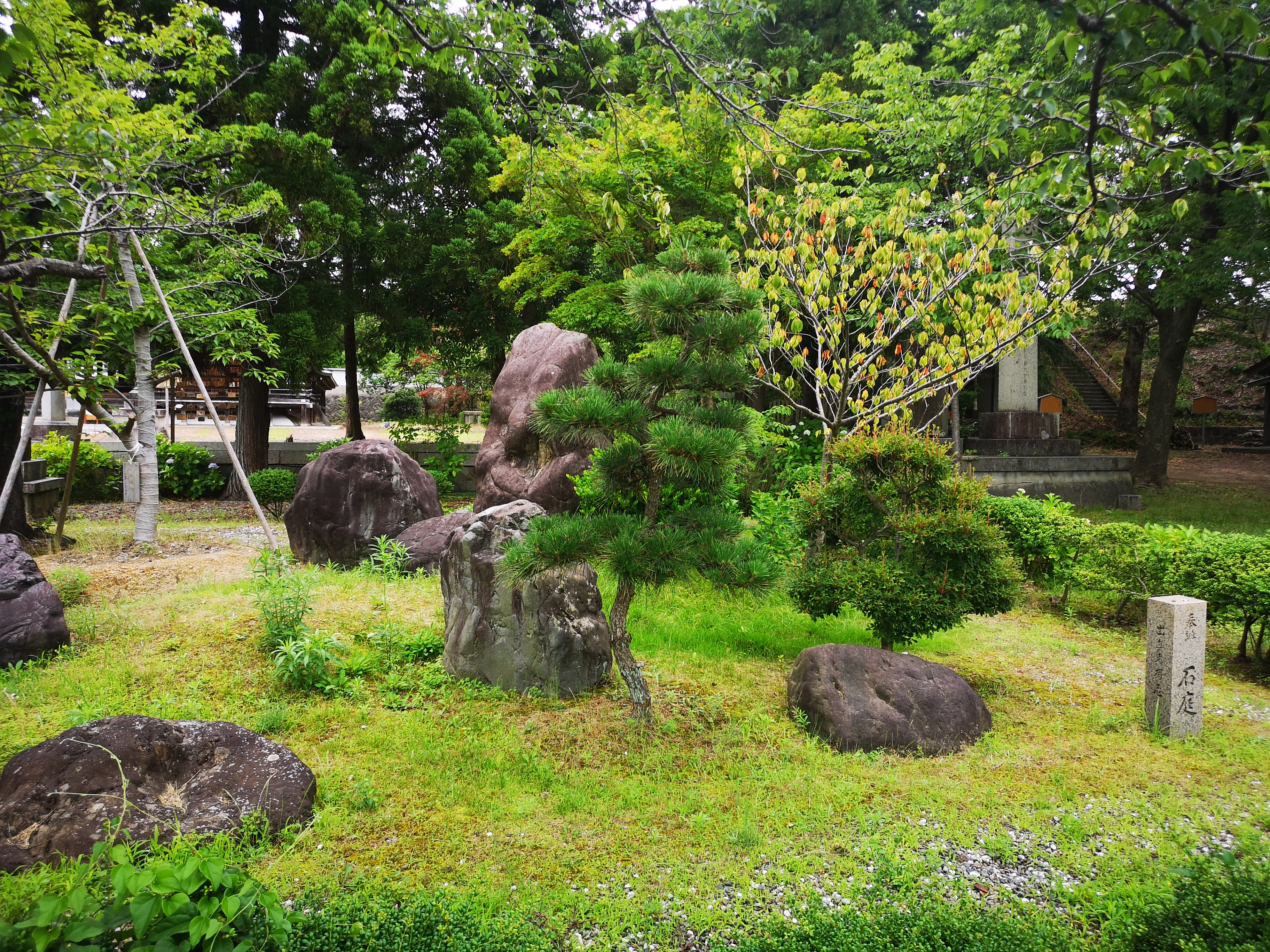
境内の石庭
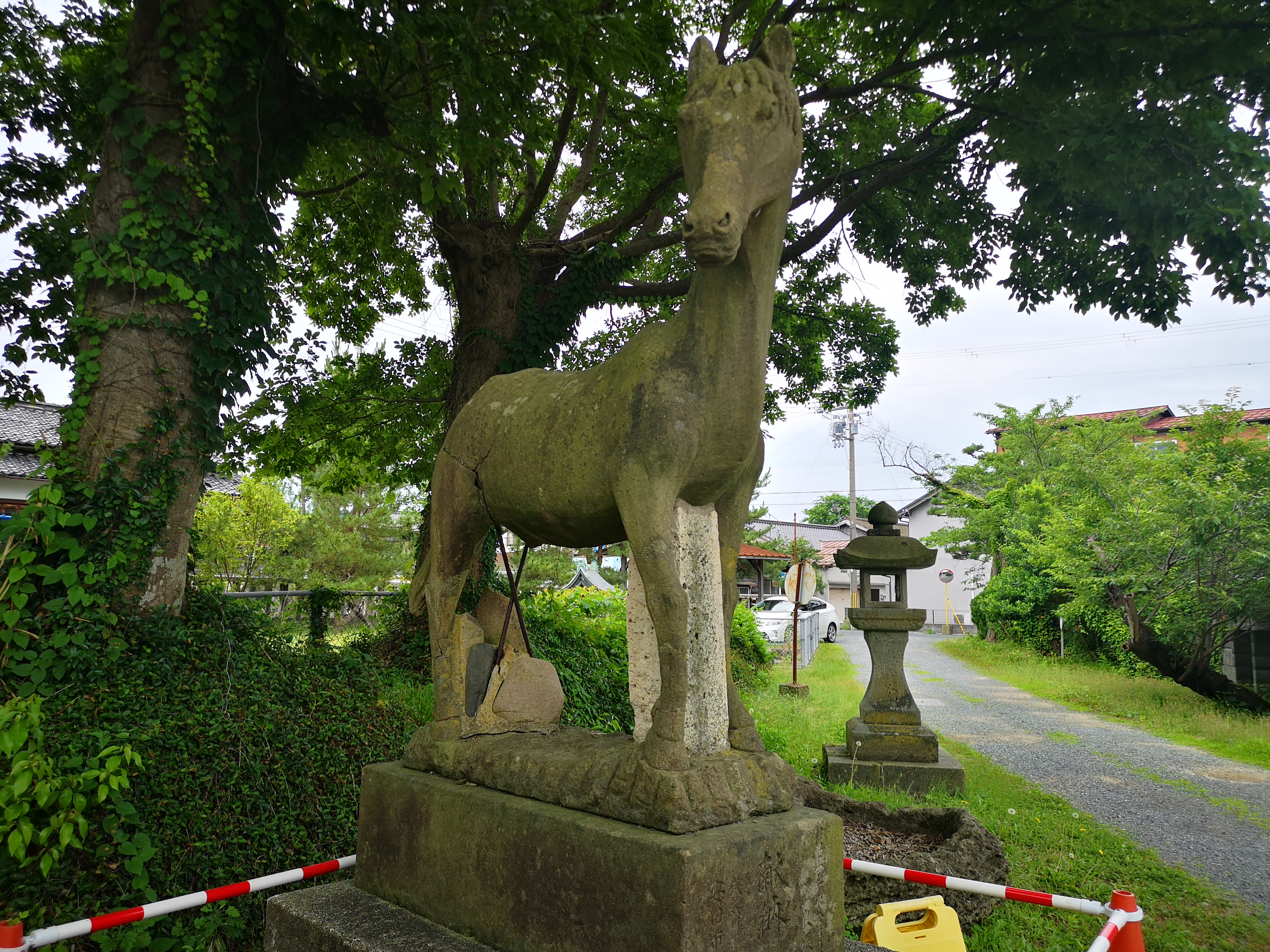
境内の馬像
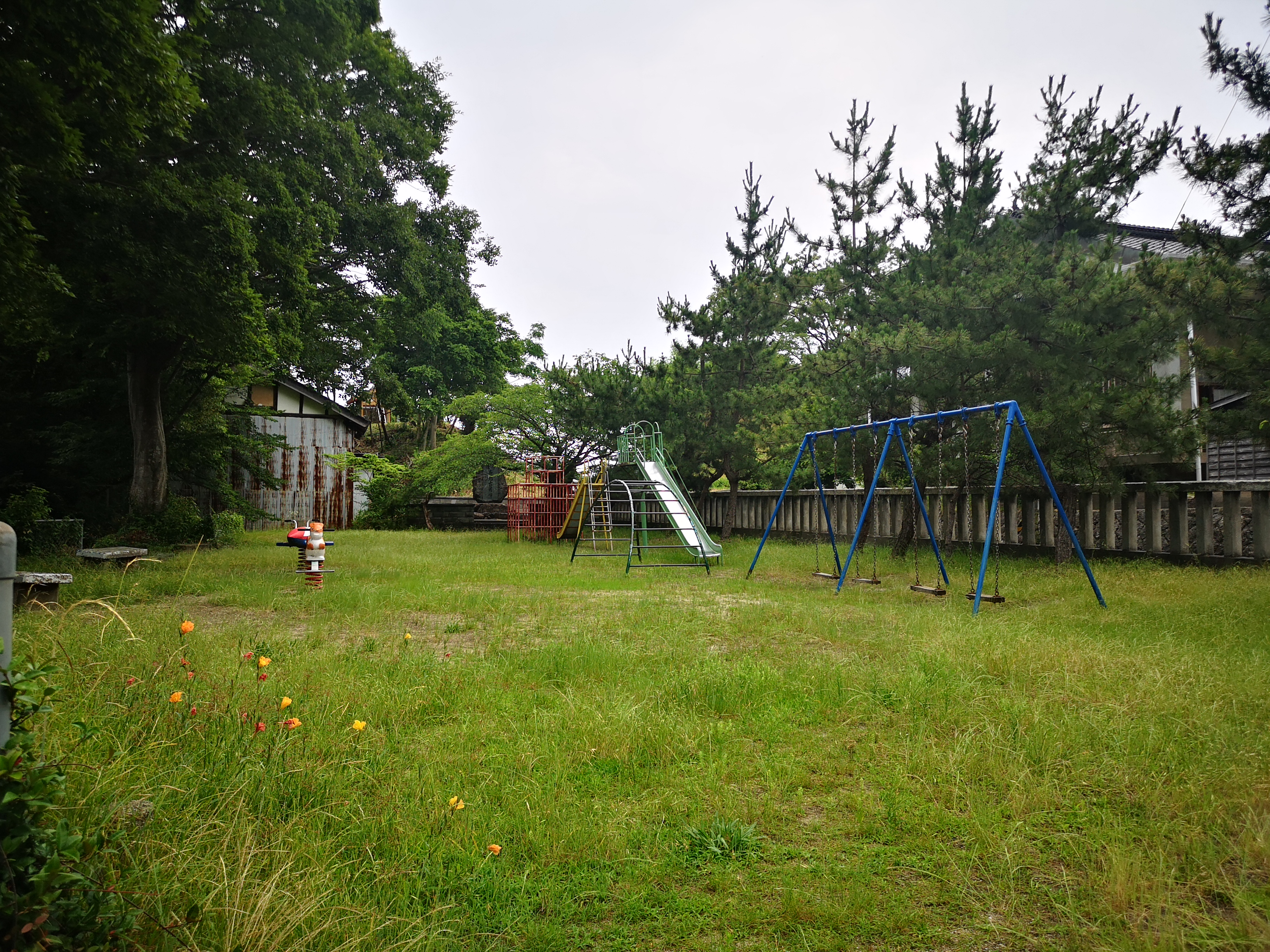
境内裏手にある児童公園

## 社殿
網野神社の本殿は、本殿、拝殿、神饌所、渡り廊下、透塀で構成されている。なかでも拝殿は丹後地域では類例の少ない巨大さを誇る。
本殿
現存する本殿は1922年（大正11年）に再建されたもので、一間社流造。本殿に棟の両端に千木があり、中央から左右にかけて5つの鰹木が付けられている。設計は岸熊吉（1882-1960）で、大工は長岡虎造。精緻な装飾に見所がある一間社流造で、当初は檜皮葺きだったが、2008年（平成20年）の改修により金属のチタン板葺きとなった。
拝殿
本殿と同時期の1922年（大正11年）に建てられた拝殿は、入母屋造で、正面に千鳥破風、軒に唐破風が付いたものだったが、1927年（昭和2年）に北丹後地震で倒壊し、現存する拝殿は1929年（昭和4年）に再建された。同じ設計者と大工の手によるもので、柱間が開放的な横長平面の建物で入母屋造。正面の軒先に唐破風、上部に千鳥破風を載せてファサードを強調した建物となっている。

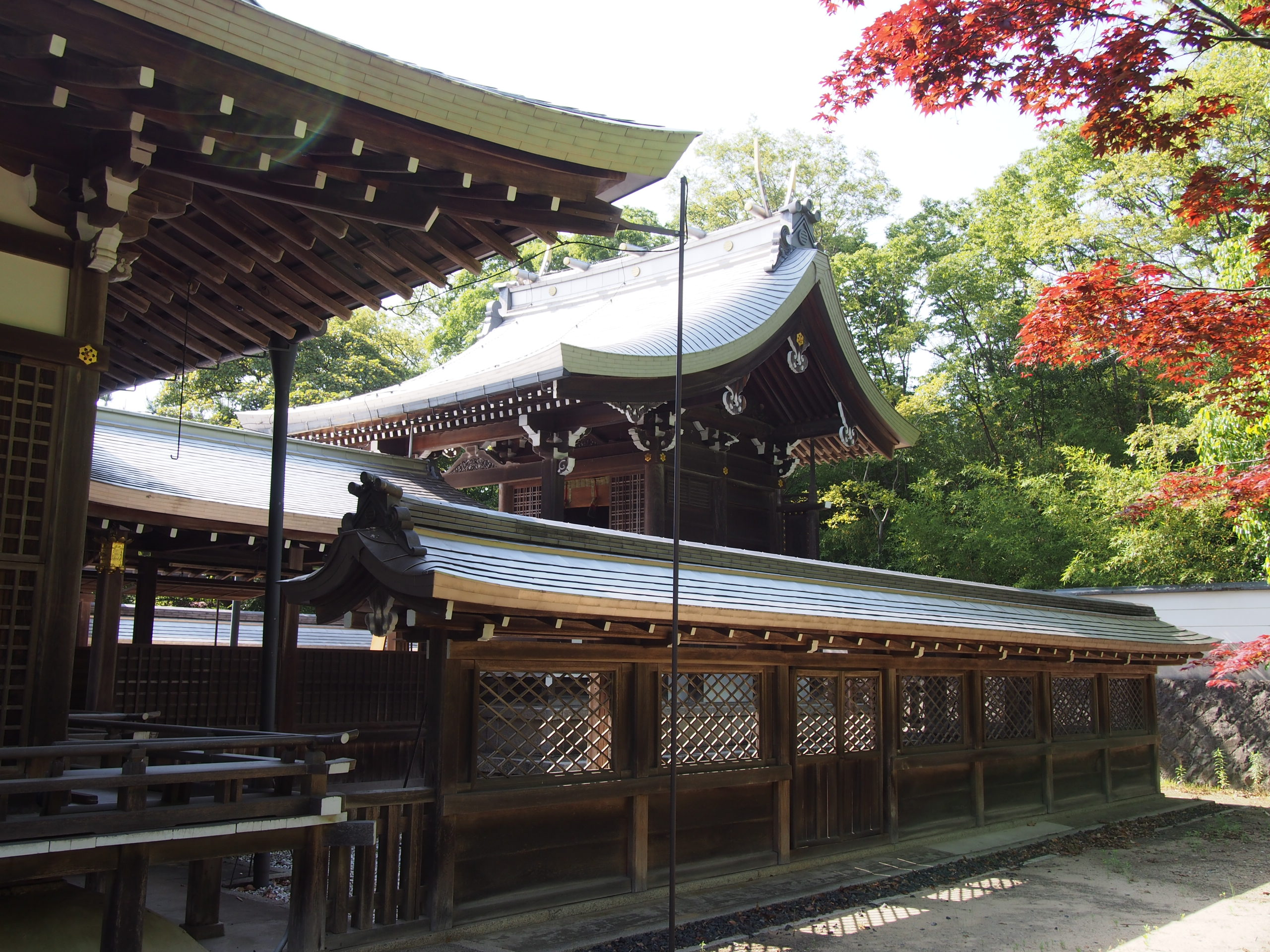
本殿
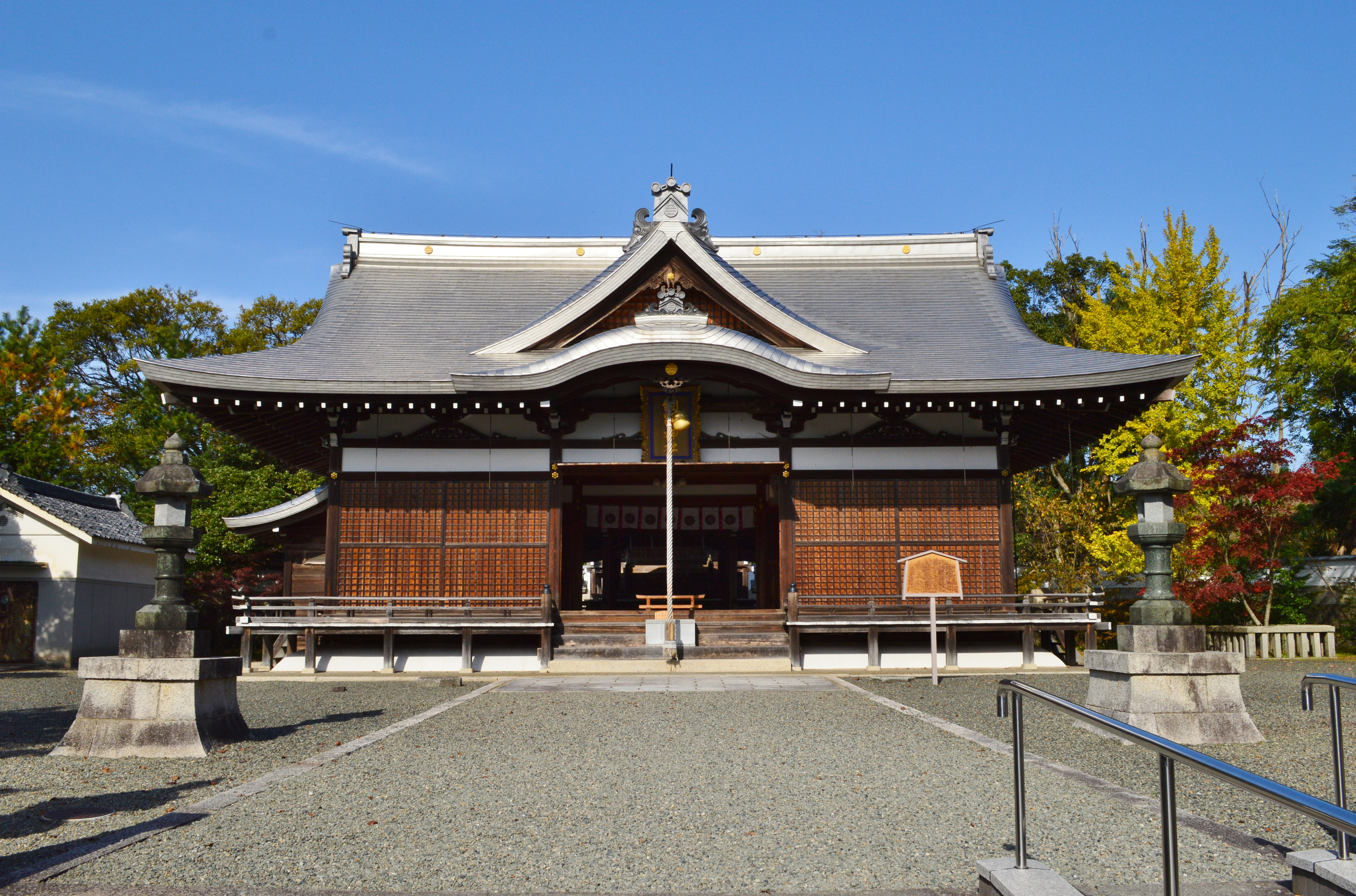
拝殿
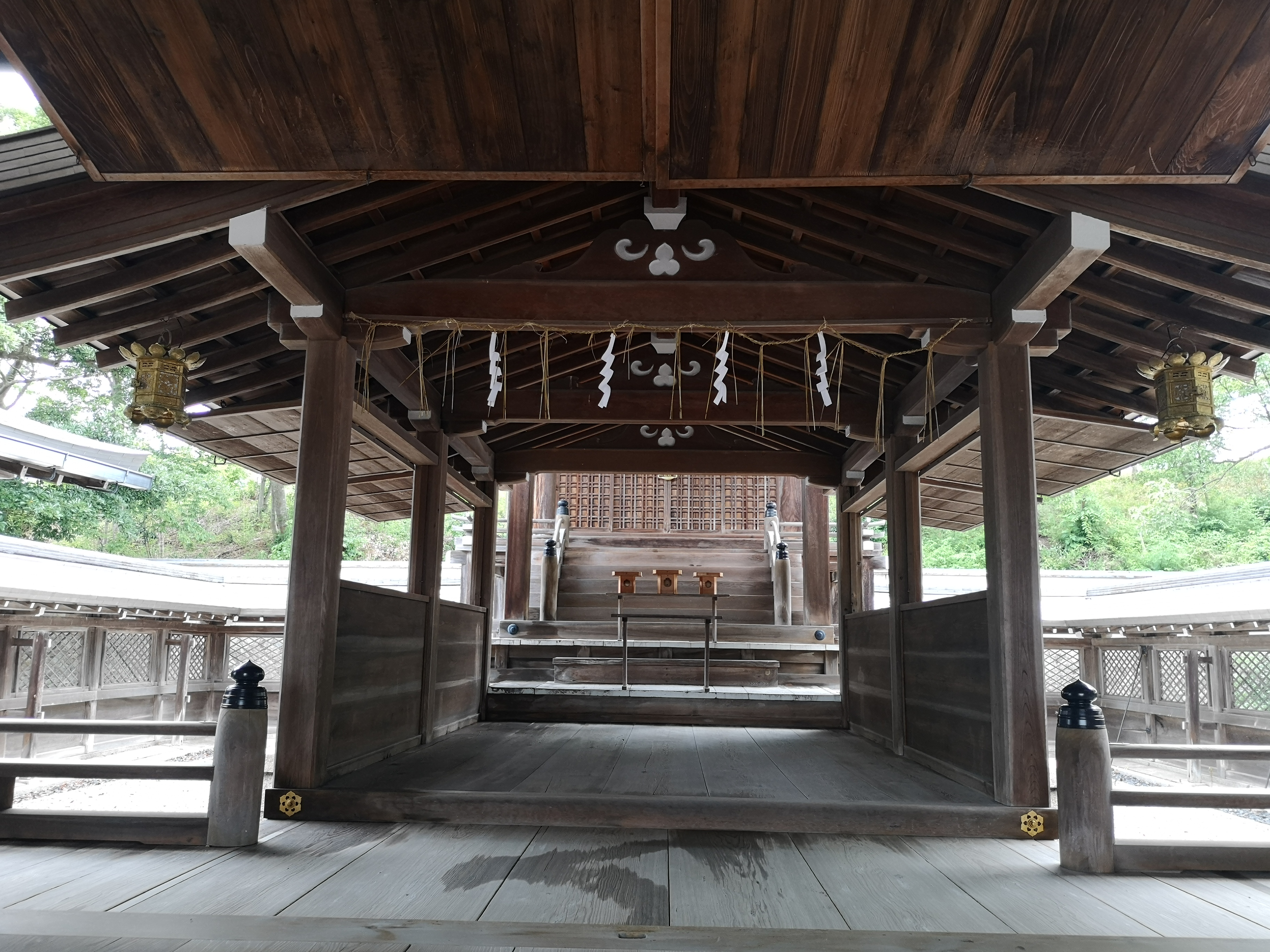
拝殿から渡殿・本殿をみる

## 境内社

### 蠶織神社

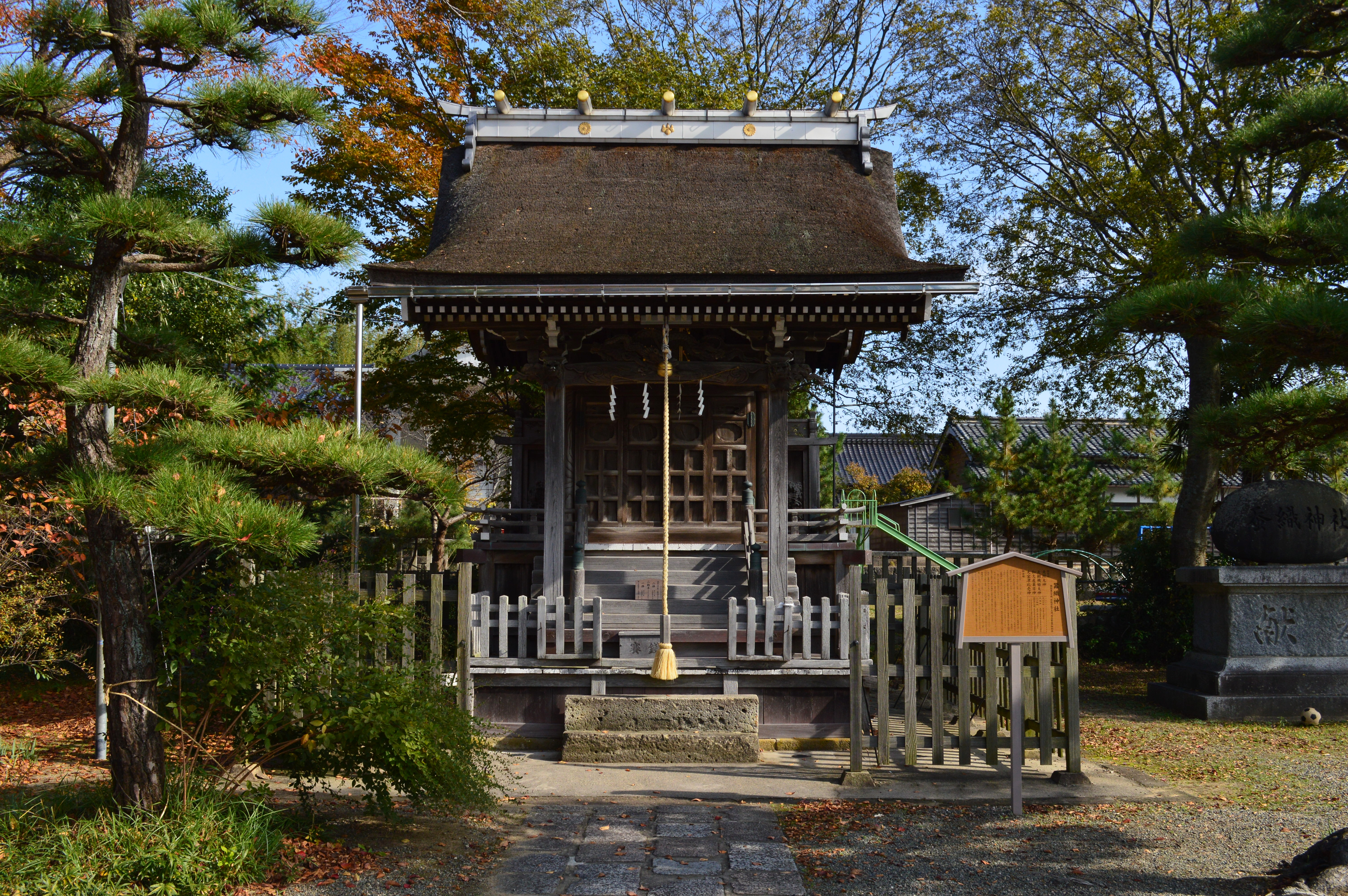
蠶織神社（蚕織神社/こおりじんじゃ）

蠶織神社（こおりじんじゃ）は、1782年（天明2年）に網野神社の本殿として建立され、1921年（大正11年）に現在の本殿が新築されるまで、上屋が設置されていた。御神体の遷座とともに上屋は取り除かれ、以後は社殿本体のみとなっている。
1925年（大正14年）4月、織物の神とされる天照大神、天棚機姫大神と、養蚕の神とされる和久産巣日神、大宜津比売神を祀り、織物産業の守護と技能向上や商売繁盛を祈願する末社と位置付けられた。当時の京都府知事の斡旋により、織物の神々は京都紫野にある今宮神社から分霊し、養蚕の神々は皇居の紅葉山に祀られる養蚕神から分霊し勧請したもので、「蠶織神社」という社名は大正天皇の后である貞明皇后の命名による。この皇室との縁を表して社紋に「菊」と「桐」を掲げる。4月15日に挙行された鎮座祭には網野町民ほか郡内養蚕業者ら数千人が参列し、盛大に行われたと伝えられる。その後も4月中旬には織物業者らが中心となって産業振興を祈願する神事が執行されており、ちりめん祭へと受け継がれた。ちりめん祭ともども、日本遺産「300年を紡ぐ絹が織り成す丹後ちりめん回廊」の構成文化財に含まれる。ちりめん祭での祈願祭で前年に奉納した丹後ちりめんの反物で制作するお守り袋に入れたおみくじが特徴。
- 小金神社 - 1924年（大正14年）1月22日に、蠶織神社に合祀された境内社。祭神は鉱山の神である金山彦命と、水や雨を司る高龗神である[28]。このうち高龗神はもともと墨江浦浜に鎮座した貴船神社の祭神であったが、遷座時期は不明ながら小金神社に合祀していたものと伝えられる[28]。
- 大日霊（おおひるめ）神社 - 1924年（大正14年）1月22日に、蠶織神社に合祀された境内社。祭神は大日霊神（天照大神）と、若宇賀之女命（豊受大神）である[29]。

### 早尾神社

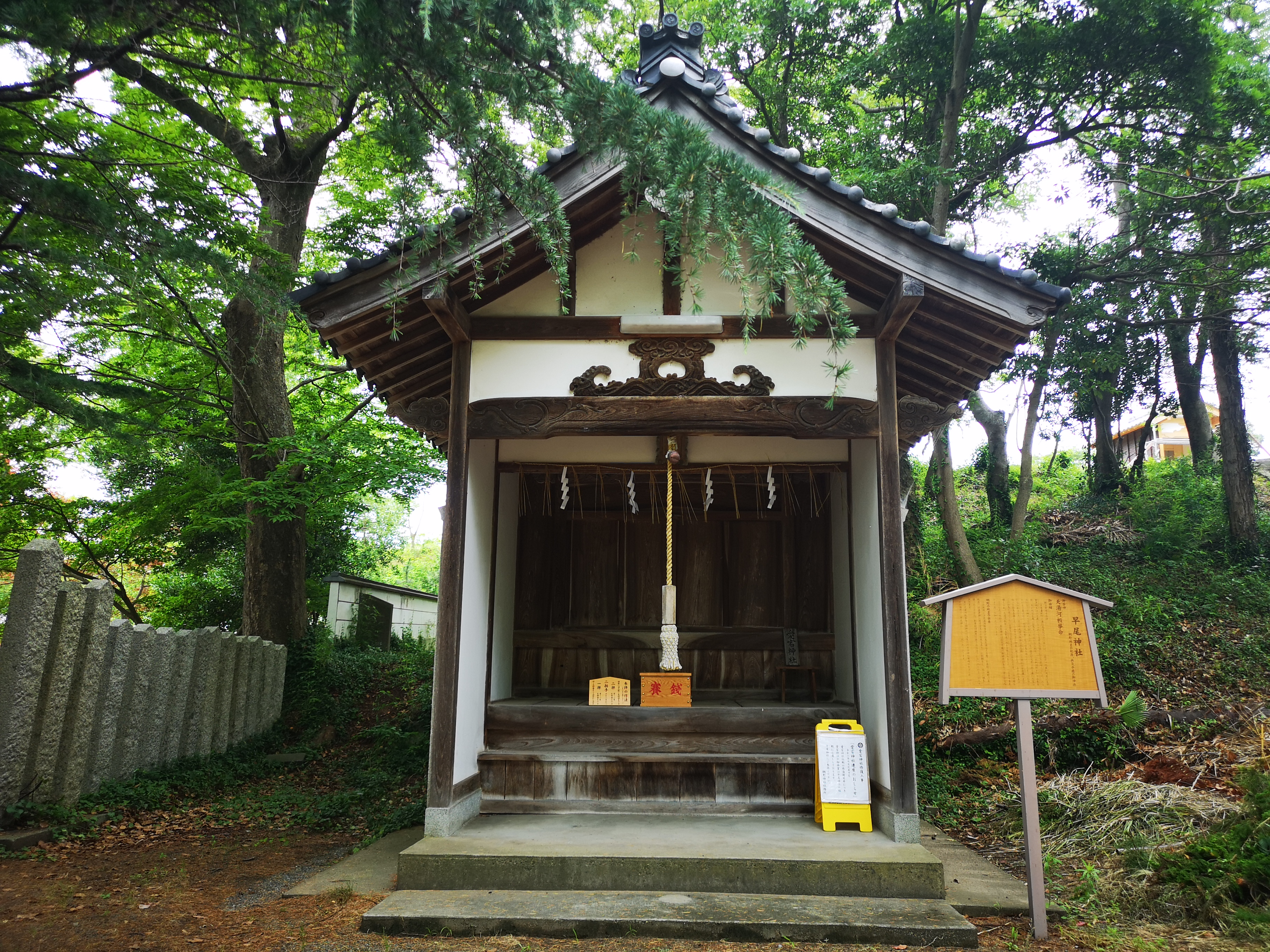
早尾神社

早尾神社（はやおじんじゃ）は、網野の地名由来とされる天湯河板挙命（あめのゆかわたなのみこと）を祭神とし、病気平癒の神とされる。天湯河板挙命は網野町浅茂川の日吉神社の境内社をはじめ、近隣地域の複数箇所で「早尾神社」として祀られている。
『竹野郡誌』によれば、春秋彼岸の中日を例祭日として、網野郷内外3里四方の村々から人々が集まって相撲をとり、藤・葛・竹・木材を持ち寄って売買したといい、これを網野神社の取網神祭と呼んだ。この風習は21世紀現在は行われていない。

### 愛宕神社

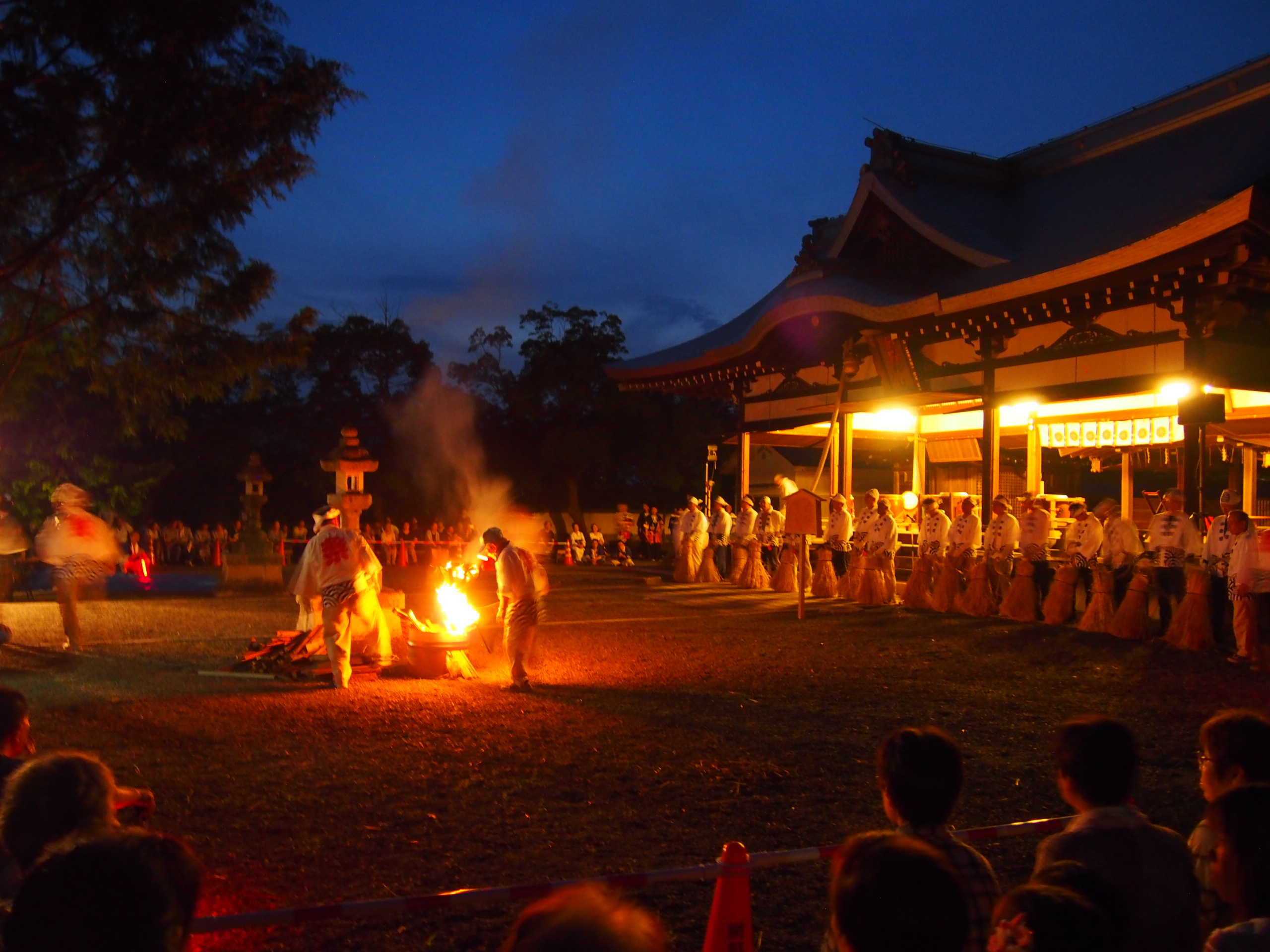
マンドリ神事

愛宕神社（あたごじんじゃ）の祭神は防火・防災の守護神である火産霊神（ほむすびのかみ）で、藁縄で結わえた松明に点火し、豪快に振り回す例祭の「マンドリ神事」は網野の火祭りとして知られる。愛宕神社は1678年（延宝6年）開闢、1718年（享保3年）に再興と伝わり、山城国の愛宕神社から神霊を勧請して祀るようになったものとみられる。　　

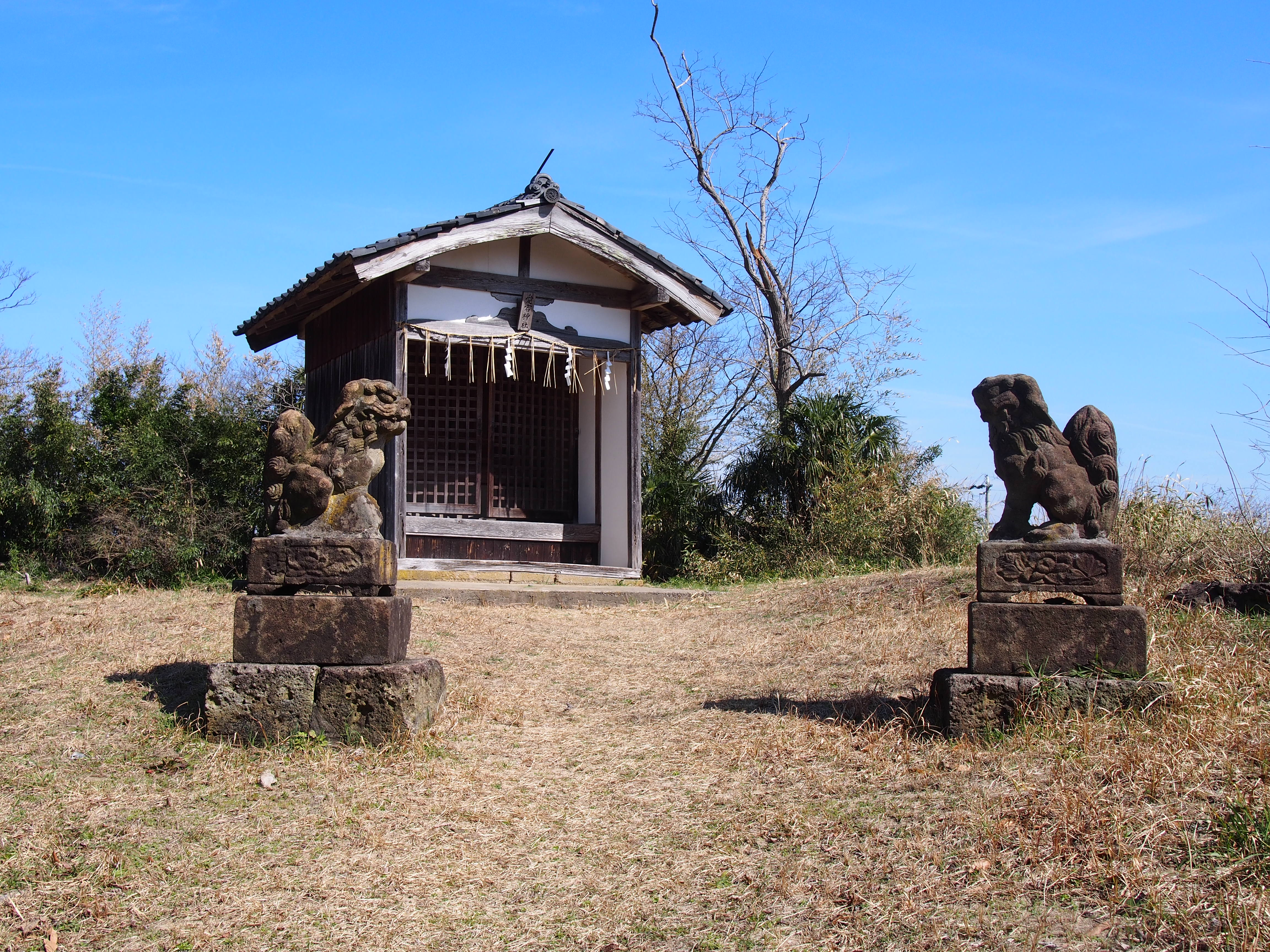
愛宕神社
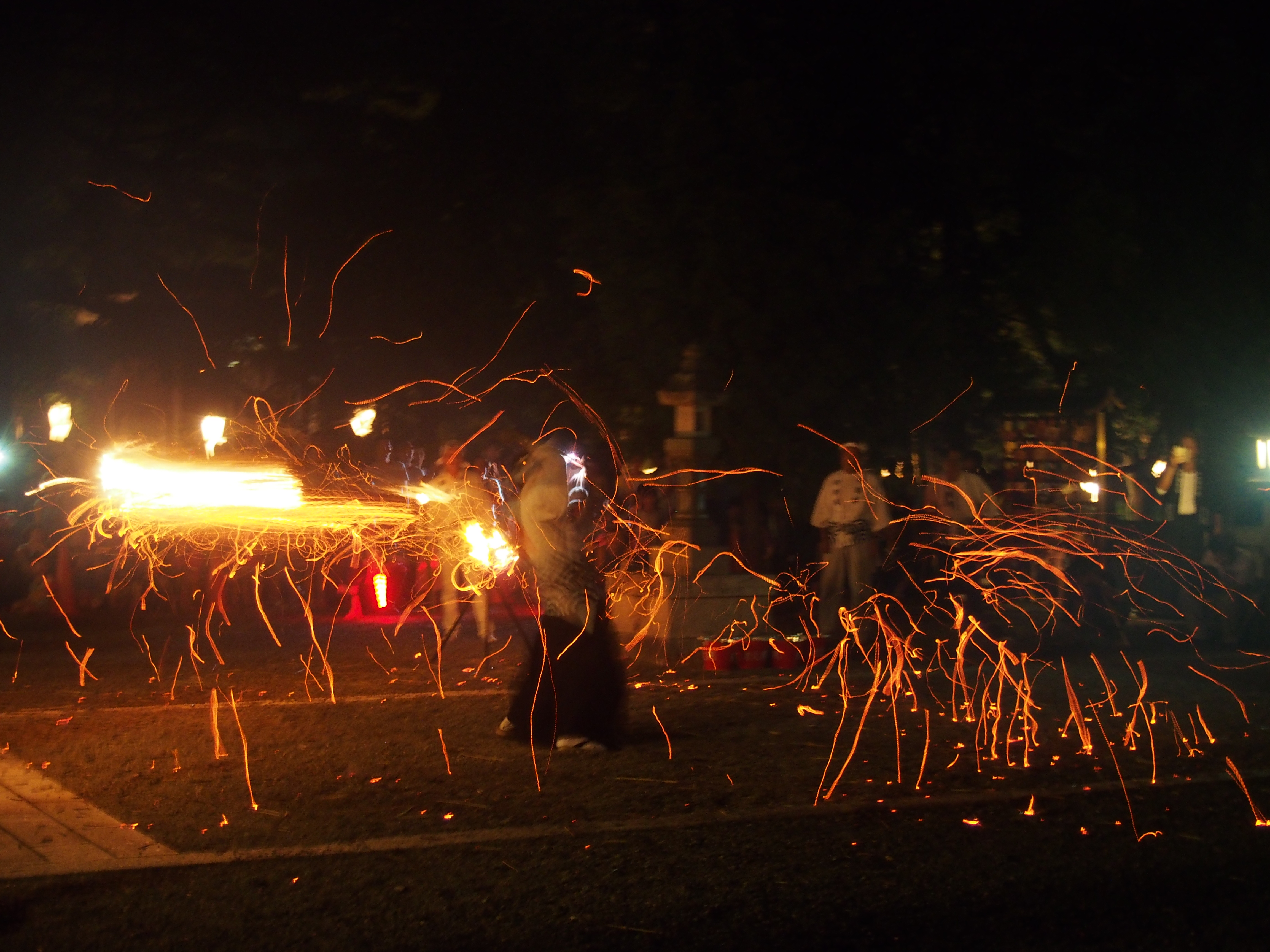
マンドリ神事
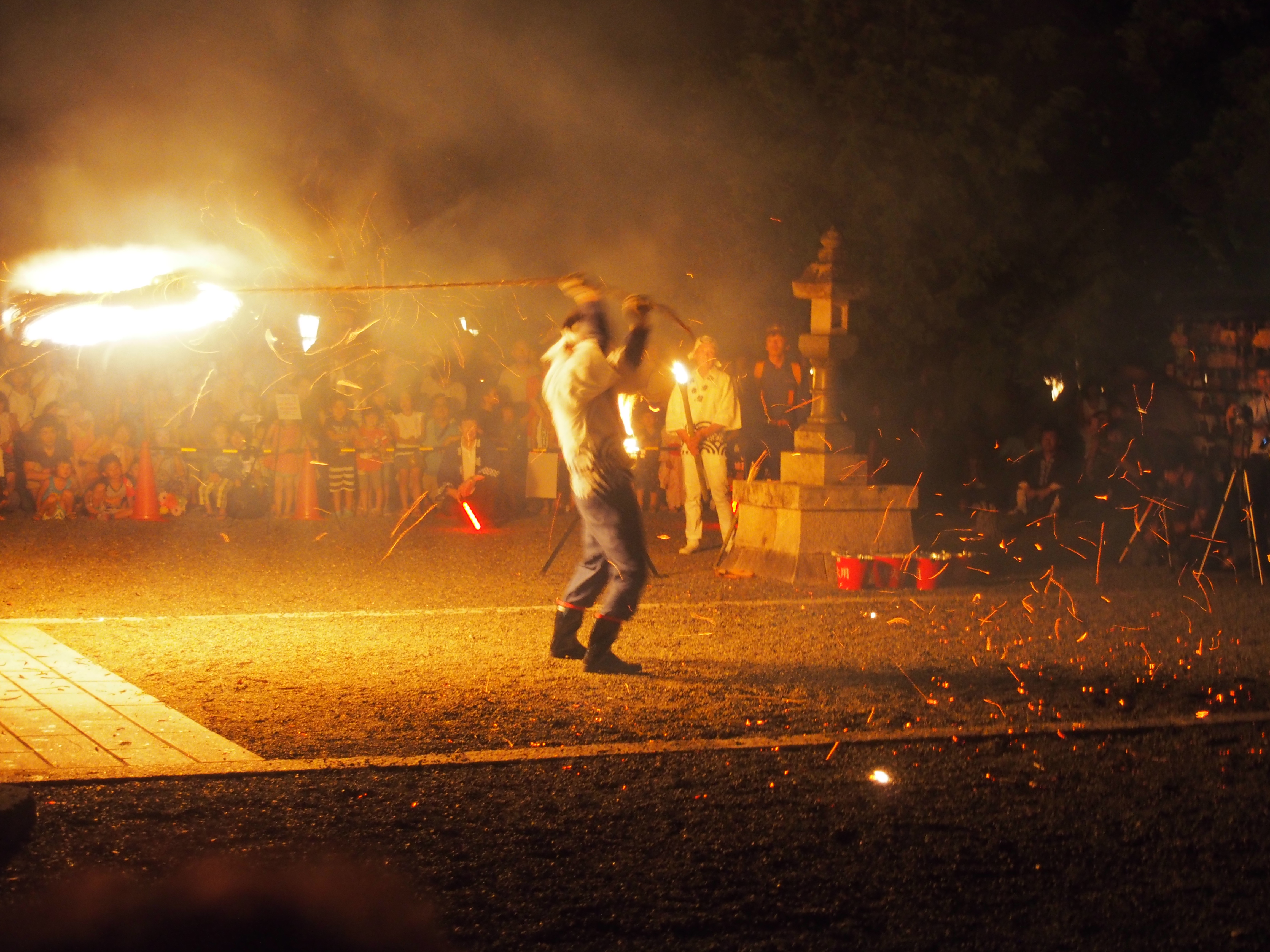
マンドリ神事
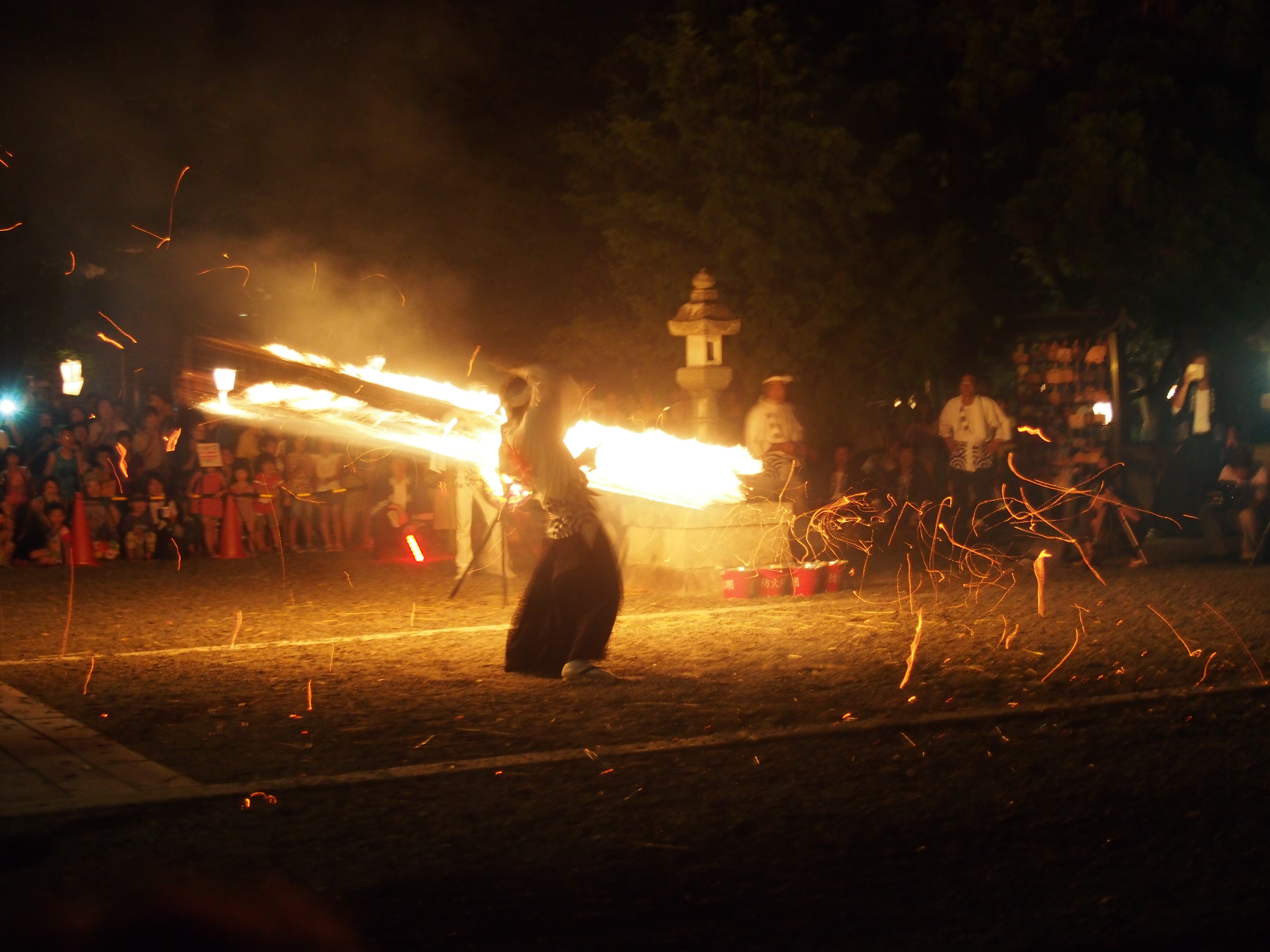
マンドリ神事

### 立脇神社

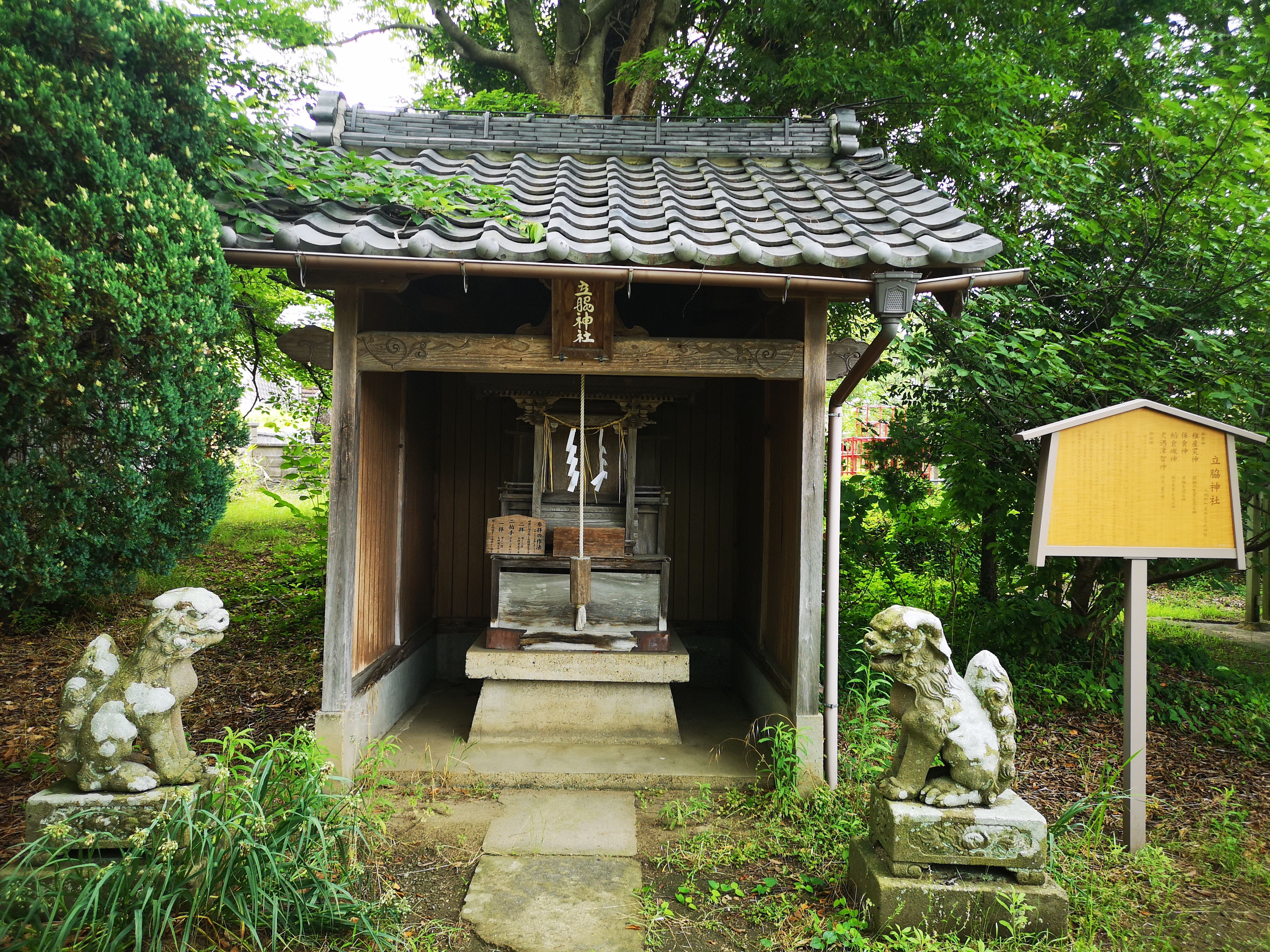
立脇神社

立脇神社（たてわきじんじゃ）は、もともとは尾坂地区の村社であり、尾坂区字立脇に鎮座した。創立年不詳であるが、1729年（享保14年）と1809年（文化6年）に再建したことを意味する棟札が残る。尾坂住民の離村に伴い、1962年（昭和37年）7月23日に網野神社境内に遥拝所とする社を建立し、遷祀した。尾坂は、網野町、弥栄町、丹後町にまたがる尾坂山の山中にあった集落で、1959年（昭和34年）に伊勢湾台風で甚大な被害を受け、（昭和39年）までに全戸離村し、廃村となった。最後の住民は寺の住職であったという。
立脇神社は、農耕や食物を司る神々である稚産灵神(わくむすびのかみ)、保食神、稻倉魂神と、竃と防火の神である火遇津智神の4柱を祀る。網野神社におかれた遥拝所には尾坂の旧住民らの参詣が絶えず、「三宝荒神（さんぽうこうじん）さん」あるいは「お稲荷さん」と親しまれる。

### 市杵嶋神社

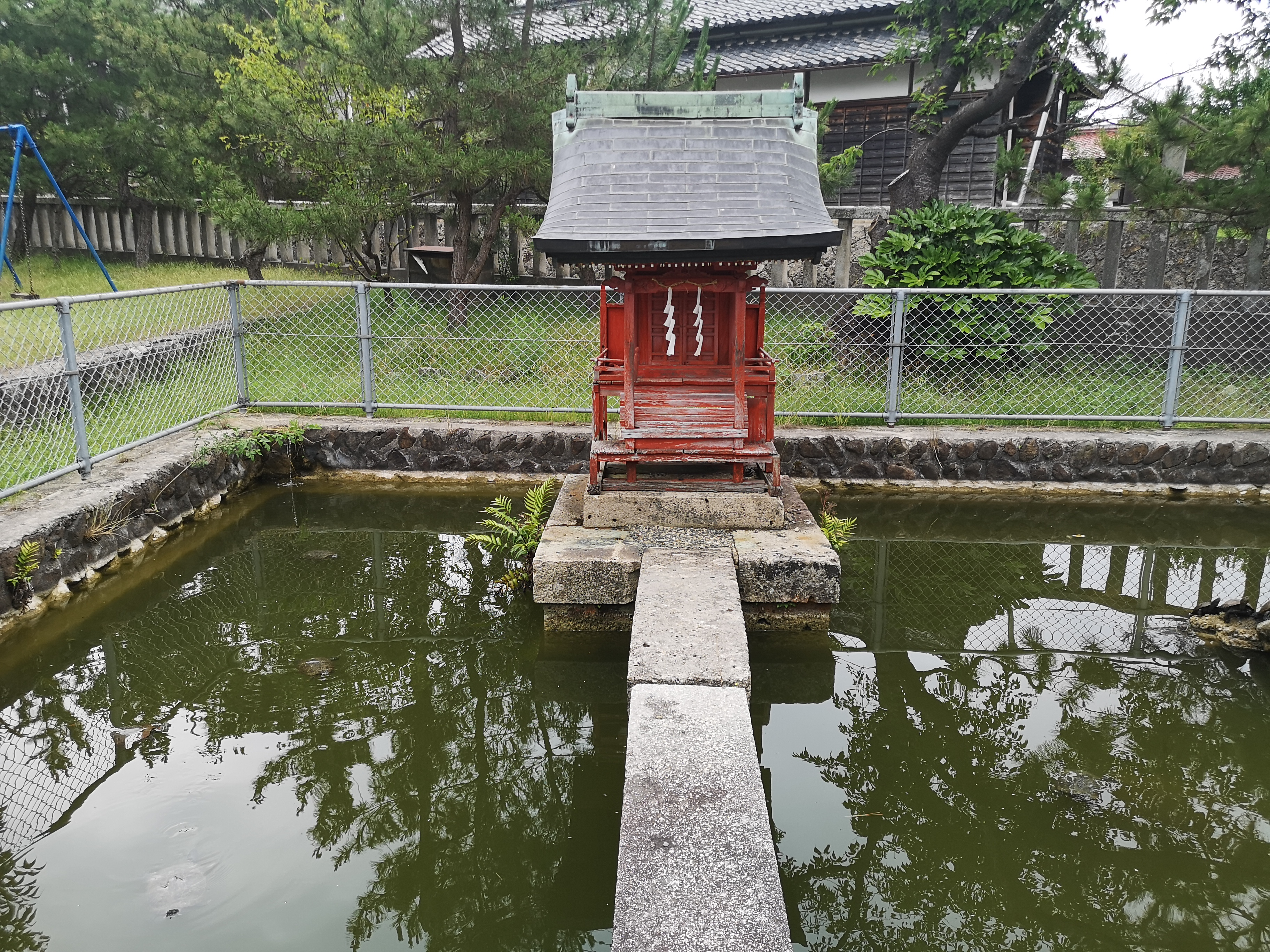
市杵嶋神社

市杵嶋神社（いちきしまじんじゃ）は、弁天とも称される水の女神・市杵島比女命(いちきしまひめのみこと)を祭神とする。創建年不詳。

## 文化財
本殿ほか関連する8つの建造物が国の登録有形文化財に登録された。本殿及び拝殿については社殿節参照のこと。
- 網野神社本殿
- 網野神社拝殿
- 網野神社渡廊 – 北丹後地震で倒壊後、1929年（昭和4年）に再建新築されたもので、本殿と拝殿をつなぐ渡り廊下にあたる建物。屋根の勾配はゆるやかに反り返る形状をもち、本殿や拝殿と共通する繊細な意匠で装飾されている[25]。
- 網野神社神饌所 – 昭和期の前期に、府社の格を整えるやめに創建された。外壁に連小窓を飾り、梁上に板蟇股を掲げた内装をもつ。当初は桧皮葺きだった屋根は、平成の大改修によりチタン金属板葺きとなっている[25]。
- 網野神社透塀 – 神饌所と同様、社格を整えるために昭和前期に創建された。拝殿の後方から本殿を矩形に囲む形状の建物で、上部は菱格子、腰長押から下部は板壁となっている。当初は桧皮葺きだった屋根は、平成の大改修によりチタン金属板葺きとなっている点も、神饌所と同様である[25]。
- 蠶織神社 – 1782年（天明2年）創建の旧本殿。一間社流造りで、三方に縁が巡らされ、柱と頭貫上部には龍、鳳凰、唐獅子、飛竜、象鼻などの華やかな彫刻で飾られた江戸後期の賑やかな特徴をもつ神社建築[25]。大正末期以降は、養蚕と織物信仰の神を祀る末社として、丹後ちりめん産業関係者らの信仰を集める。
- 手水舎 – 1943年（昭和18年）に、府社への昇格に際して参道横に新築された。小規模ながら妻側に本格的な板蟇股を備え、柱に軸太の意匠を施し、水盤を備える。設計は京都府の技手で風間利之、大工は京都市内出身の奥谷熊之輔が担った[25]。
- 石鳥居 – 1881年（明治14年）建立。1922年（大正11年）に本殿新築移転に際して参道が向きを変えたのに伴って現在地に移築された。笠木・島木に反りがある明神型鳥居で、1927年（昭和2年）の北丹後地震で一度倒壊したが、1929年（昭和4年）に元通りに復旧した[25]。

## 宮司
宮司は1677年（延宝5年）以前から森氏が世襲していたが、20世紀後半には行待氏となり、2009年（平成21年）以降2021年（令和3年）現在は西川氏が務める。
2009年（平成21年）に宮司に着任した西川康一は大津市出身。龍谷大学を卒業後、一時はミュージシャンを志して上京、その後、白峯神宮に住み込みで神職の資格を取得し、2005年（平成17年）に網野神社を初めて訪れた。2007年（平成19年）から2009年（平成21年）にかけては氏子の協力を得て、海水に強いチタン製の屋根に葺き替える社殿の大改修を完遂。2009年（平成21）年に正式に宮司に就任した。2013年（平成25年）に半世紀途絶えていた境内愛宕神社のマンドリ神事を復活させて地域の祭として定着させたほか、2013年（平成25年）から2014年（平成26年）には境内でロック音楽のコンサートを催すなど新旧とりまぜた斬新な改革で氏子との距離を縮めた。網野神社を含めて44社の神社の宮司を兼務する。

## 祭事
網野神社の例祭は京丹後市一帯の他の神社と同じく10月中旬の祝日（体育の日）となっているが、そのほかに境内社である蠶織神社の祈願祭と、愛宕神社のマンドリ神事が特に知られる。

### 年中行事
おもな行事は以下の通りである。

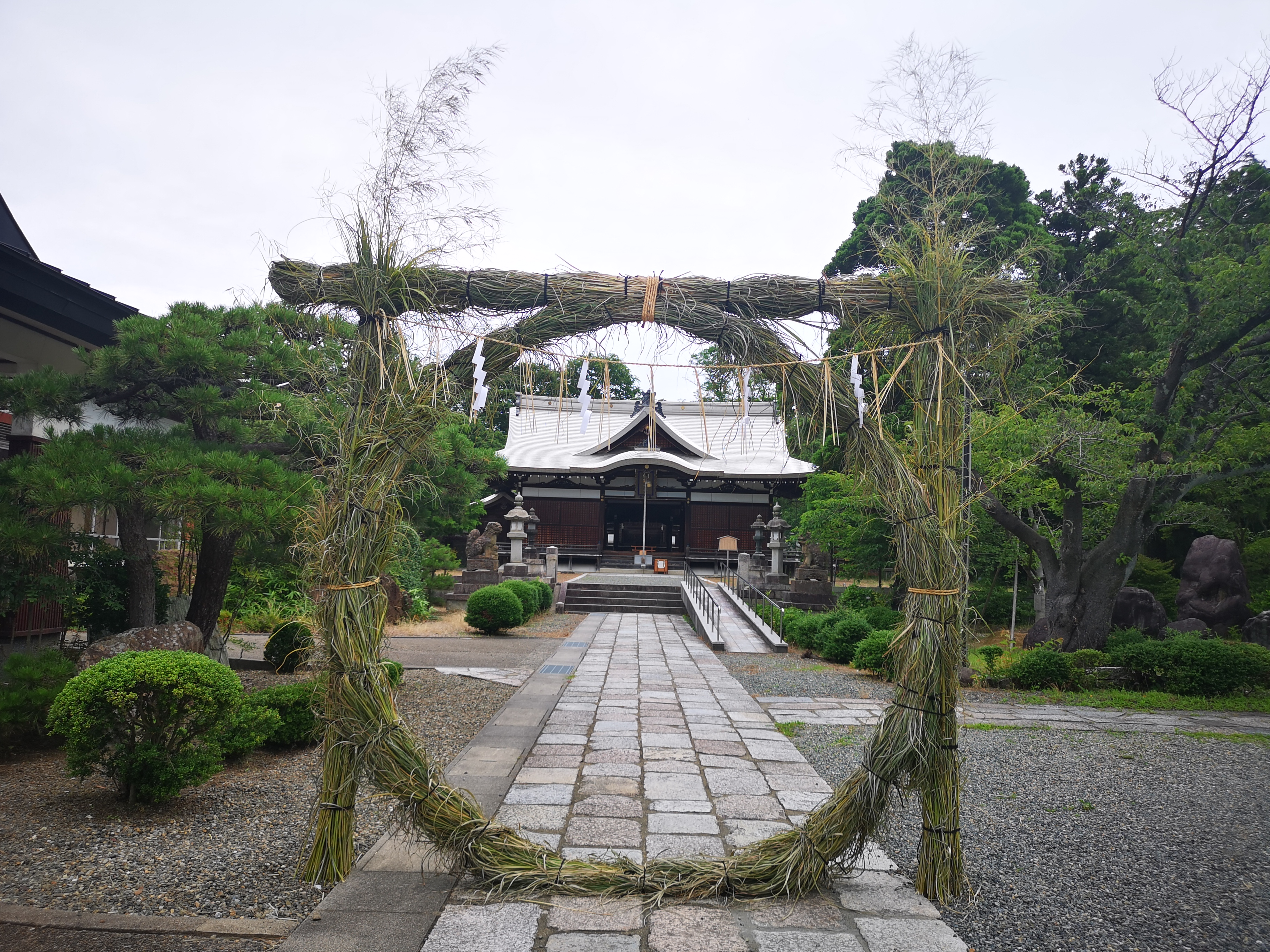
夏の大祓期の境内（2021年）

最大の行事は秋の例大祭であり、10月中旬の「体育の日」に行われる。30代から48歳までの氏子で構成する「神輿連」のうち、42歳の本厄を迎えた氏子を中心に1年かけて用意した神輿が地域を巡行するのが最大の見所となっている。これに網野神楽保存会による神楽と「網野太鼓」が加わる。氏子のうち御陵区では子ども神輿に巡行にあわせて1989年（平成元年）から子ども神楽が17年間巡行しており、少子化によって一時途絶えたものの、希望する中学生の声に応えて2014年（平成26年）に実行委員会を結成して復活した。女児3人の囃子にあわせて男児5人が舞う。
- 1月1日　- 歳旦祭
- 1月14日　- 古札焼納神事（どんど焼き）
- 2月3日 - 節分祈祷
- 3月13日 - 祈年祭
- 4月中旬 - 蠶織神社祈願祭（ちりめん祭）
- 6月30日　- 夏越の大祓（茅の輪くぐり神事）
- 7月24日　愛宕神社例祭、マンドリ神事
- 10月中旬（体育の日） - 網野神社例大祭[34]
- 12月13日 - 新嘗祭
- 12月31日 - 年越の大祓

## 現地情報
- 所在地 -  京都府京丹後市網野町網野788
- アクセス

京都丹後鉄道網野駅から徒歩で約25分
丹海バス「アミティ・網野庁舎前」下車 徒歩3分